# 内江市文物保护单位

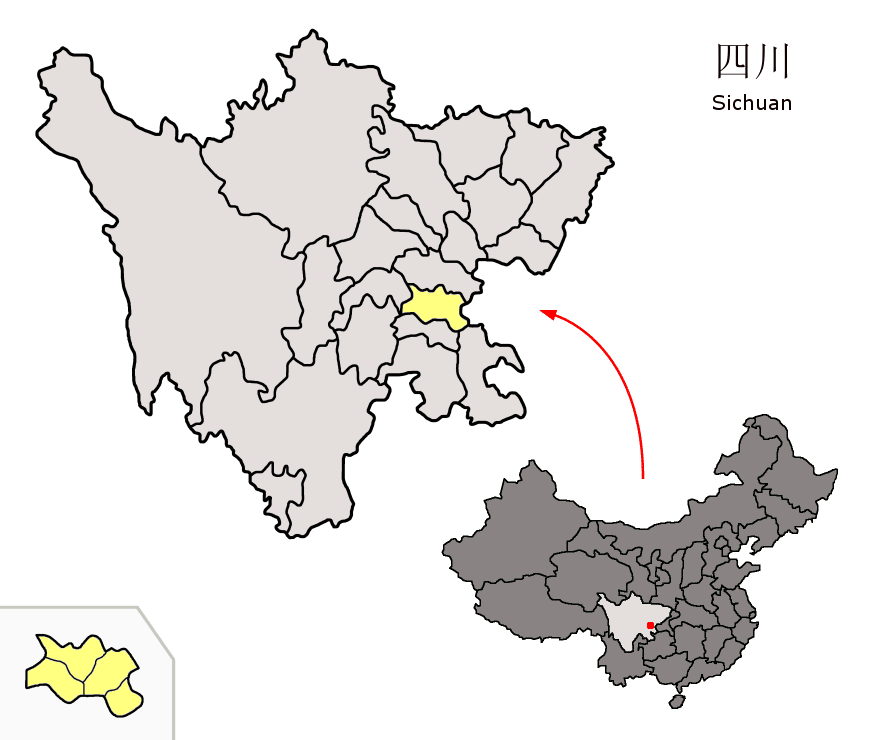
内江市在四川省的地理位置

内江市文物保护单位，是中华人民共和国四川省内江市的市级文物保护单位。

## 历史
内江市人民政府在1982年公布首批市级文物保护单位，共有4处；同年年底，市政府公布第二批内江市文物保护单位，共有3处。1996年12月，市政府单独把1处文物列入内江市文物保护单位，没有标明批次。2006年，在内江市人民政府常务会议研究后，市政府单独把10处文物列入市级文物保护单位，没有标明批次。2011年7月15日，在内江市第六届人民政府第七次常务会议研究后，市政府公布第三批市级文物保护单位，共有19处。2018年，内江市人民政府进行第四批市级文物保护单位的申报工作，4月27日开始，将于6月30日结束，此后会由内江市文化广电新闻出版局组织学者实地视察，以确定第四批内江市文物保护单位的预选名单。

## 列表
| 名称                       | 分类           | 所在                                           |
| -------------------------- | -------------- | ---------------------------------------------- |
| 成渝铁路筑路民工纪念堂、碑 | 革命纪念建筑物 | 梅家山                                         |
| 喻大将军纪念碑             | 革命纪念建筑物 | 市中区人民公园内                               |
| 圣水寺                     | 古建筑         | 城西约四公里之沱江西岸                         |
| 西林寺                     | 古建筑         | 城北沱江东岸西林山上                           |
| 高寺塔                     | 古建筑         | 城南约七公里处沱江东南岸、清流河河口的石盘山上 |
| 翔龙山摩岩造像及石刻       | 摩崖造像及石刻 | 城西玉带溪畔内江行署侧                         |
| 东林寺千手观音             | 摩崖造像及石刻 | 内江市皮鞋厂内                                 |

| 名称         | 年代   | 所在   |
| ------------ | ------ | ------ |
| 张大千纪念馆 | 1990年 | 东兴区 |

| 名称           | 年代           | 分类         | 所在         |
| -------------- | -------------- | ------------ | ------------ |
| 静宁寺         | 清代           | 古建筑       | 威远县向义镇 |
| 盐神庙         | 清代           | 古建筑       | 资中县罗泉镇 |
| 铁佛南华宫     | 清代           | 古建筑       | 资中县铁佛镇 |
| 王家祠         | 清代           | 古建筑       | 资中县铁佛镇 |
| 新正街民居     | 清代           | 古建筑       | 资中县重龙镇 |
| 南华宫         | 清代           | 古建筑       | 资中县重龙镇 |
| 般若寺及其山寨 | 唐代至民国时期 | 古建筑及石窟 | 东兴区高桥镇 |
| 云霞古刹牌坊   | 清代           | 古建筑       | 市中区伏龙乡 |
| 佛尔岩         | 唐代           | 石窟         | 威远县东联镇 |

| 序号 | 名称                 | 年代       | 分类                       | 所在           |
| ---- | -------------------- | ---------- | -------------------------- | -------------- |
| 1    | 苏王氏节孝坊         | 清代       | 古建筑                     | 市中区白马镇   |
| 2    | 翔龙山寓所           | 民国时代   | 古建筑                     | 市中区翔龙山   |
| 3    | 吕祖庙               | 清代       | 古建筑                     | 市中区城西街   |
| 4    | 永兴寺               | 清代       | 古建筑                     | 东兴区大治乡   |
| 5    | 石渔滩桥             | 清代       | 古建筑                     | 隆昌市胡家镇   |
| 6    | 响石川祖庙           | 清代       | 古建筑                     | 隆昌市响石镇   |
| 7    | 杨柳桥               | 清代       | 古建筑                     | 隆昌市李市镇   |
| 8    | 紫云古刹牌坊         | 清代       | 古建筑                     | 资中县双河镇   |
| 9    | 罗泉万寿宫           | 清代       | 古建筑                     | 资中县罗泉镇   |
| 10   | 赵贞吉墓             | 明代       | 古墓葬类                   | 市中区四合乡   |
| 11   | 卿元柱夫妇墓         | 清代       | 古墓葬                     | 隆昌市界市镇   |
| 12   | 普陀崖摩崖造像       | 唐代、宋代 | 石窟寺及石刻               | 东兴区高粱镇   |
| 13   | 梯子岩摩崖题刻       | 清代       | 石窟寺及石刻               | 东兴区永福乡   |
| 14   | 柳家洞摩崖造像       | 明代       | 石窟寺及石刻               | 市中区伏龙乡   |
| 15   | 老君山摩崖石刻       | 宋代       | 石窟寺及石刻               | 威远县镇西镇   |
| 16   | 民众教育馆           | 民国时代   | 近现代重要史迹及代表性建筑 | 隆昌市龙市镇   |
| 17   | 内江市革命烈士陵园   | 1992年     | 近现代重要史迹及代表性建筑 | 市中区靖民镇   |
| 18   | 威远小火车及窄轨铁路 | 1958年     | 近现代重要史迹及代表性建筑 | 威远县黄荆沟镇 |
| 19   | 银山烈士陵园         | 近现代     | 近现代重要史迹及代表性建筑 | 资中县银山镇   |

## 保护
内江市文化广电新闻出版局负责保护和管理全市文物。
2013年，内江市人民政府办公室发布《内江市人民政府办公室关于进一步加强全市重点文物保护单位保护管理的通知》，指出市政府需要为市级文物保护单位划定保护范围，建立记录档案，并在文物处按照国家文物局规定竖立文保碑。

## 注解
1. ↑  圣水寺已在2012年7月16日列入第八批四川省文物保护单位，2013年3月5日列入第七批全国重点文物保护单位。
2. ↑  盐神庙已在2007年6月1日列入第七批四川省文物保护单位，2013年3月5日列入第七批全国重点文物保护单位。
3. ↑  新正街民居已在2007年6月1日列入第七批四川省文物保护单位。
4. 1 2 3 4 5  隆昌市为县级市，由内江市代管。
5. ↑  威远小火车及窄轨铁路已在2012年7月16日列入第八批四川省文物保护单位。